# Jednostkowe nakłady rzeczowe
Jednostkowe nakłady rzeczowe – ilość (wielkość) danego nakładu, przypadająca na wybraną jednostkę obmiarową danego rodzaju robót. Nakłady jednostkowe określa się w odniesieniu do poszczególnych rodzajów robót, dla:
- robocizny
- materiałów
- czasu pracy sprzętu.

Jednostkowe nakłady rzeczowe są stosowane do wyliczenia nakładów rzeczowych przypadających na dany rodzaj robót, jako iloczyn ilości robót (wyrażonej w określonej jednostce miary) i jednostkowego nakładu rzeczowego (odniesionego do tej samej jednostki miary robót).
Jednostki miar jednostkowych nakładów rzeczowych są następujące:
- dla robocizny jednostkowe nakłady rzeczowe wyrażane są w roboczogodzinach [r-g], na jednostkę obmiarową danej roboty,
- dla materiałów jednostkowe nakłady rzeczowe wyrażane są w wybranej jednostce miary ilości danego materiału (np. kg, m3, mb, szt. i inne), na jednostkę obmiarową danej roboty,
- dla sprzętu jednostkowe nakłady rzeczowe wyrażane są w maszynogodzinach [m-g], na jednostkę obmiarową danej roboty.

Przykładowo dla różnych robót betonowych, jednostką obmiarową może być np. m³ lub m², w takim przypadku nakłady rzeczowe mogą być okrślane w następujących jednostkach:
- dla jednostki obmiarowej wyrażonej w m3, w odniesieniu do 1 m³ objętości danego elementu betonowego:
  - xa r-g/1 m³
  - xb m³/1 m³ (np. dla gotowej mieszanki betonowej)
  - xc m-g/1 m³
- dla jednostki obmiarowej m2 elementu o określonej grubości, w odniesieniu do 1 m² danego elementu betonowego:
  - ya r-g/1 m²
  - yb m³/1 m² (np. dla gotowej mieszanki betonowej)
  - yc m-g/1 m²

Jednostkowe nakłady rzeczowe mogą być kalkulowane indywidualnie. Najczęściej jednak korzysta się z gotowych katalogów nakładów rzeczowych. Współcześnie dostępnych jest szereg aplikacji, w których kosztorysant tworząc kosztorys, wybiera w takim programie podstawę wyceny, z dostarczonych wraz z systemem obliczeniowym katalogów, a program sam wstawia z bazy katalogu odpowiednie jednostkowe nakłady rzeczowe, dla nakładów ponoszonych przy wykonywaniu danej roboty, oraz automatycznie wstawia je do formuł wyliczających na ich podstawie i na podstawie przedmiaru, nakłady rzeczowe, a także na podstawie ceny jednostkowej danego nadkładu, wartość tego nakładu.